# Chérencé-le-Roussel
Chérencé-le-Roussel è un comune francese di 321 abitanti situato nel dipartimento della Manica nella regione della Normandia.

## Società

### Evoluzione demografica
Abitanti censiti